# Lucas Lopasso
Lucas Rocha Lopasso (Santa Bárbara d'Oeste, 21 de setembro de 1990), é um tenista brasileiro.
Lucas Lopasso iniciou a prática do tênis aos 10 anos de idade e está no seu último ano da categoria juvenil. Treinou na academia de Larri Passos em Balneário Camboriú até 2008. Atualmente é tenista universitário nos Estados Unidos, na Aunburn University, Alabama.

## Principais resultados 2007
- Condor del Plata/Bolívia - vice campeão
- Yaracuy/Venezuela - campeão
- Valencia/Venezuela - campeão
- Caracas/Venezuela - semifinal

## Ranking
- ITF - 188 (International Tennis Federation) - ranking de 28 de janeiro de 2008
- CBT - 13 (Confederação Brasileira de Tênis) - ranking de transição